# Blankizm
Blankizm – doktryna głoszona przez Louisa Blanqui, dająca pierwszeństwo działalności spiskowej, która miałaby doprowadzić do walki zbrojnej i wywalczenia nowego ustroju bez konieczności wcześniejszego mobilizowania mas ludowych. Zwolennicy tego ruchu (blankiści) odegrali znaczącą rolę podczas Komuny Paryskiej w 1871 roku.